# Clasificación arancelaria

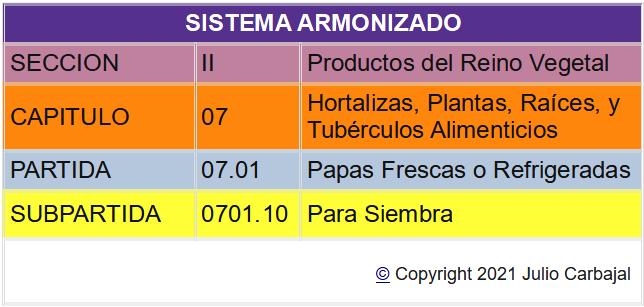
Etructura del código de una subpartida.

La expresión Clasificación Arancelaria tiene fundamentalmente dos significados.  El primero, como denominación de un sistema de clasificación de mercancías objeto de comercio internacional; el segundo, para designar al código utilizado en una operación de importación o de exportación mediante el que las autoridades asignan y los usuarios conocen los impuestos, derechos, regulaciones no arancelarias, etc., aplicables a cada producto.

## Antecedentes
Los sistemas de clasificación arancelaria nacieron junto con el comercio internacional. Originalmente eran simples listas de las mercancías que cada país importaba, y a las que se tenía interés en gravar. Estas tarifas, a diferencia de la mayoría de las actuales, eran generalmente rentísticas. Durante el desarrollo del comercio internacional fueron creadas nomenclaturas mejor estructuradas que ya contaban con grupos de mercaderías ordenados lógicamente. 
Pero los antecedentes más cercanos del Sistema Armonizado de Designación y Codificación de Mercancías (SADCM, SA o Sistema Armonizado) se encuentran en la Nomenclatura del Consejo de Cooperación Aduanera (NCCA), una nomenclatura alfanumérica –cuatro dígitos para las partidas, antecediendo una letra que identificaba las subpartidas- publicada en el año de 1974 a partir de la Nomenclatura Arancelaria de Bruselas, cuya estructura ya contaba con 21 secciones que agrupaban 99 capítulos. Por otro lado existía la Clasificación Uniforme para el Comercio Internacional (CUCI), nomenclatura estadística nacida de la Lista Mínima de Mercancías para las Estadísticas del Comercio Internacional, publicada por la Sociedad de las Naciones en 1938, revisada y nombrada así por la ONU en 1950. En 1983 fue creado el Convenio Internacional del Sistema Armonizado de Designación y Codificación de Mercancías, bajo el auspicio de la Organización Mundial de Aduanas. El Anexo de este convenio es precisamente la nomenclatura aduanera más utilizada a nivel mundial, con aproximadamente 200 países y organizaciones económicas como usuarios.
Después de su publicación el Sistema Armonizado ha sido enmendado en siete ocasiones, siendo la más reciente el 1 de enero de 2022. La octava enmienda entrará en vigor el 1 de enero del 2028.

## Clasificación arancelaria
El código de la clasificación arancelaria, basado en la nomenclatura del Sistema Armonizado, consta de seis dígitos. Cada país puede añadir más dígitos después de esos seis en función de sus necesidades tributarias, estadísticas o regulatorias. Por ejemplo, la numeración en la nomenclatura mexicana, en la del Mercosur o en la NANDINA, consta de 8 dígitos, mientras que en el Sistema Arancelario Centroamericano (SAC), Canadá y los Estados Unidos de América, consta de 10.
El siguiente es un ejemplo de la forma en que está estructurada una partida (representada con cuatro dígitos), con sus subpartidas (numeración con seis dígitos):

85.10		Afeitadoras, máquinas de cortar el pelo o esquilar y aparatos de depilar, con motor eléctrico incorporado.
8510.10	-	Afeitadoras.
8510.20	-	Máquinas de cortar el pelo o esquilar.
8510.30	-	Aparatos de depilar.
8510.90	-	Partes.
Una vez que se conoce la clasificación es posible saber cuales son las regulaciones arancelarias (impuestos, derechos, etc.) y las regulaciones o barreras no arancelarias a que está sujeta la mercadería, que deben ser cumplidas, según el caso, por el exportador o importador de la misma.

## Cómo encontrar el código.
Determinar cuál es el código del Sistema Armonizado que corresponde a una mercancía requiere de estudios especializados. Para hacerlo es necesario contar con conocimientos tanto de metodología de clasificación, como de merceología. Sistematizar la forma en que se hace la elección de cada posición arancelaria facilita el proceso, garantizando la certeza de que el código aplicable es el recto.
El Sistema Armonizado cuenta con seis Reglas Generales Interpretativas, que constituyen la herramienta fundamental para elegir con precisión el código que corresponde a cada mercancía. Estas Reglas son de aplicación obligatoria para los usuarios del Sistema, lo que asegura, teóricamente, la uniformidad en la clasificación de las mercancías a nivel mundial.